# Hotel Bertram
Hotel Bertram – powieść Agathy Christie, wydana w 1965 roku.

## Fabuła
Jane Marple, dzięki uprzejmości swojego siostrzeńca, Raymonda, spędza kilka tygodni w szykownym, londyńskim hotelu „Bertram”, który pamięta z lat swojej wczesnej młodości. Jest zachwycona staroświeckim stylem i panującą tam atmosferą. Odnosi jednak wrażenie nierealności tego miejsca. Co jest nie tak? Hotel „Bertram” jest zbyt doskonały, służba zbyt uprzejma, jedzenie zbyt smaczne, a goście jakby żywcem przeniesieni sprzed kilkudziesięciu lat.
Podczas jej pobytu, dochodzi do dziwnego zniknięcia szacownego duchownego, kanonika Pennyfathera. Ksiądz odnajduje się jednak po kilku dniach ze stwierdzonym wstrząsem mózgu. Tymczasem, podczas owych kilku dni widziany został podczas napadu na irlandzki ekspers. Nie jest to już pierwszy podobny przypadek z gościem hotelu „Bertram” i Scotland Yard zaczyna na poważnie interesować się tym miejscem. Podejrzewa się tu działalność szajki przestępczej, która wykorzystuje swoich szanowanych gości do zrzucenia podejrzeń na dokonywane kradzieże i napady.
Tymczasem w hotelu „Bertram” dochodzi do morderstwa. Jego celem miała być Elwira Blake, młoda przyszła dziedziczka olbrzymiej fortuny, pozostawionej jej przez ojca. Dziewczyna zostaje jednak zasłonięta przed kulą przez hotelowego portiera, Michaela Gormana, i to właśnie on ponosi śmierć.
Pierwszym podejrzanym staje się młody polski rajdowiec, Ladislaus (Władysław) Malinowski, z którym widywana była Elwira. W niezbyt dobrym świetle stawia go przede wszystkim to, że w pobliżu miejsca zbrodni znaleziono należący do niego pistolet.
Policja interesuje się też Bess Sedgwick, biologiczną matką Elwiry, która jednak dopiero niedawno poznała córkę i podjęła się opieki nad nią. Jej celem mogła być właśnie śmierć Michaela Gormana, ponieważ panna Marple niedługi czas wcześniej podsłuchała rozmowę, w której portier szantażował czymś panią Sedgwick.
Głównym bohaterem prowadzącym śledztwo jest nadinspektor Davy, nazywany przez kolegów ze Scotland Yardu, „Tata”. To właśnie on, przy pomocy panny Marple, wpadnie na rozwiązanie zarówno sprawy morderstwa, jak i sprawy szajki, działającej w hotelu.

## Rozwiązanie
W hotelu rzeczywiście działała szajka przestępcza. Jej głównymi mózgami byli Bess Sedgwick oraz Henry, lokaj hotelowy. W interes wmieszana była cała służba oraz wielu gości hotelowych, którzy tak naprawdę byli tylko pozorowani. W rzeczywistości byli to członkowie szajki, którzy pod przebraniem turystów przywozili tu łupy z napadów, ucharakteryzowane na rzekome „bagaże”. Prawdziwych gości było tu niewielu i często byli oni, tak jak kanonik Pennyfather, wykorzystywani do zmylenia podejrzeń policji.
Zbrodnię na Michaelu Gormanie popełniła Elwira. Tak naprawdę udawała, że ktoś próbuje ją zastrzelić, a kiedy szlachetny portier podbiegł, by jej pomóc, zastrzeliła go i odrzuciła niedaleko narzędzie zbrodni – ukradziony Malinowskiemu pistolet. Nie była to próba zrzucenia na niego podejrzeń, Elwira nie przypuszczała po prostu, że policja dojdzie, czyj to pistolet.
Motywem jej działania były pieniądze. Przypadkiem dowiedziała się, że jej matka, pani Sedgwick była zamężna z Gormanem i nigdy nie uzyskali rozwodu. W świetle prawa, kolejne małżeństwo Bess (z ojcem Elwiry) byłoby w takim razie nieważne i ona, Elwira, okazałaby się nieślubnym dzieckiem, co (według jej błędnego mniemania) pozbawiałoby ją prawa do majątku.
Kiedy Bess Sedgwick domyśla się winy Elwiry, pragnie ochronić córkę i bierze na siebie winę za śmierć Gormana, po czym próbuje ucieczki. Jednak podczas szaleńczej ucieczki samochodem, rozbija się już za pierwszym rogiem i ginie w płomieniach. Agatha Christie nie wyjaśnia jednoznacznie, czy Elwira poniosła karę za swoją zbrodnię. Z jednej strony wygląda na to, że Bess Sedgewick zostanie pośmiertnie uznana za winną i jej córka nie poniesie kary. Z drugiej jednak w ostatnich słowach powieści panna Marple pyta nadinspektora, czy pozwoli Elwirze spokojnie odejść, a ten uderza pięścią w stół i wykrzykuje: „Na Boga, nie!”.

## Filmowe adaptacje
- At Bertram’s Hotel (2007) z Geraldine McEwan jako Jane Marple
- At Bertram’s Hotel (1987) z Joan Hickson jako Jane Marple